# 基音樂團
Keane（中文譯名為基音樂團）是一隊來自英國東南部東薩塞克斯郡Battle的搖滾樂樂團。現時的成員有鋼琴手、作曲人和編曲人Tim Rice-Oxley，主音和風琴手Tom Chaplin，還有鼓手Richard Hughes。而前成員有吉它手Dominic Scott，已於2001年離隊。Jesse Quin則於2011年2月3日正式成為新成員。他們最出名是用鋼琴作為主要的樂器，而不是其他搖滾樂隊所使用的吉他。不過，他們也有使用合成器和效果器，令他們的音域十分廣闊，而不只是傳統的鋼琴聲。 主音Tom Chaplin唱歌時，經常使用假音，被視為樂隊風格的重要部份。 他們頭兩張的錄音專輯：《憧憬》和《深海之音》，在英國發售時銷量都排名第一，而在世界各都有非常好的銷量，尤其是在歐洲。Keane的經理人是Adam Tudhope，他也是一個在自己成立的電影公司White House Pictures的製片人，他對英國的電影業也有一些貢獻，作品包括有真的戀愛了(Love Actually)。 他和Rice-Oxley在讀書時代已經是朋友。

## 歷史

### 成立早期(1979年-1998年)
Tim Rice-Oxley的弟弟Tom，在Chaplin出生（1979年3月8日）的幾個月後出世，所以他們的母親變成了好朋友。 他們都就讀於Vinehall學校（稍後則在肯特郡的Tonbridge學校），在這裡，他們遇到第三個成員Richard Hughes。
在中學時代（ 1988年左右），Rice-Oxley和Hughes希望成立一支樂隊。不過，由於學校注重體育，他們很難令人留下印象。Hughes表示，「在這間注重體育的學校，成立樂隊的主意是很具挑戰性的事。如果沒有球棒和皮球，你會被視為瘋子。」 1995年於倫敦大學學院學習古典文學期間，Rice-Oxley最後成立了一支搖滾樂隊，成員包括他的朋友和吉他手Dominic Scott，並邀請了鼓手Hughes加入。他們開始時是一支以演奏前作為主的樂隊，表演的歌曲就是他們所喜歡的樂隊，包括U2樂團、綠洲樂隊（Oasis）和披頭四（The Beatles）。他們還在家中排練這些歌曲。
雖然Hughes和Scott本來反對Chaplin加入，但Chaplin最終於1997年成為樂團成員。他在隊中是主音和古典吉他手。Chaplin的加入也令樂團的名稱由"The Lotus Eaters"改為"Cherry Keane"，因為Chaplin的母親的朋友，和Rice-Oxley與Chaplin在很年輕時已經相識。 不久後，名稱簡化為"Keane"。
2006年6月2日，接受The Irish Times訪間時，Rice-Oxley表示，樂隊本來想稱為"Coldplay"，不過，他後來否認對記者說過這番話。 然而，聽過Rice-Oxley在週末於薩里Virginia Water的鋼琴表演後，Chris Martin曾經邀請Rice-Oxley加入酷玩樂團（Coldplay），但被他拒絕，因為他不想離開Keane: 「我對此十分有興趣，不過Keane已經上了軌道，所以排除了當上酷玩樂團琴手的主意。」
在已有的樂器下，Keane在1998年7月13日Hope & Anchor首場現場表演。 這次之後，在1998年和1999年期間，Keane在倫敦的酒吧巡迴演出。大約在這個時候，Chaplin決定放棄攻讀美術史，並且搬到倫敦，當一個全職的音樂人。

### 早期作品和Scott的離去(1999年-2003年)
在1999年年尾，在沒有唱片公司的情況下，Keane灌錄了首張宣傳單曲："Call Me What You Like"，以CD格式發行，直至2000年2月，在一間酒吧演出後，報告指賣出了500隻， 當中有些曲目現在能於網上非法取得。樂隊宣佈他們不反對歌迷把未在CD上發行的歌曲分享出去，例如"More Matey"和"Emily"。Chaplin認為，「他們最主要把歌曲作為興趣般持有，我不認為這會造成任何傷害。如果是把即將發行的專輯提早被洩漏出去(指Under the Iron Sea)，這又有不同的感覺。」
這張EP被eFestivals檢視過，並列出"Closer Now"為整張專輯中最佳的歌曲。 這張專輯以自己創立的唱片公司Zoomorphic發行。"Call Me What You Like"在2001年2月重新錄製發行了四個月後，他們第二張單曲"Wolf at the Door"發行。這只有50張為人所知的自製唱片發行，這次使用了CD-R作為格式。 兩張單曲都被歌迷視為收藏價值高的物品。尤其是"Wolf at the Door" 於eBay以超過1000英鎊的價錢賣出。
因為當時的Keane所獲的成就不大，Scott決定在第二張單曲發行後一個月離開樂隊，來繼續他在倫敦政治經濟學院的學習。 在Scott離開後不久，Keane在2001年7月獲得唱片製作人James Sanger邀請前往他位於法國萊塞薩爾(Les Essarts)的錄音室，在那裡他們錄了一些歌曲，包括"Bedshaped"和"This Is The Last Time"。就是在這段時間，以鋼琴作為主要樂器的主意開始提出。 Sanger在Keane的首張專輯Hopes and Fears時因為有四首歌在那裡錄製，而獲得一些功勞，包括歌曲"Sunshine"，就是在那裡製成。 他們於2001年11月回到英國後不久，他們和BMG簽約，BMG會協助Keane發行他們的音樂，但是當時他們沒有正式簽署唱片合約。在2002年12月，樂團回到倫敦準備現場演出。這次在倫敦Betsey Trotwood的演出，吸引了來自Fierce Panda Records的Simon Williams參與，後來Williams向他們提供發行樂團首張商業單曲的機會，就是"Everybody's Changing"，這張單曲獲得Steve Lamacq在2003年4月19日上的Lamacq Live點名提出，而這張專輯最後於2003年5月12日發行。 結果，這張單曲獲得廣泛的注意，樂團成為了不少主要唱片公司爭奪的對象，最後他們在2003年夏天選擇了和Island Records簽約。
簽約後，樂團在2003年10月於Fierce Panda發行了單曲"This Is The Last Time"，於單曲"Everybody's Changing"和他們首張主要專輯之間。

### Hopes and Fears專輯 (2004年-2005年)
在第一張主要單曲發行後，Keane開始在英國和美國獲得知名度。而單曲"This Is The Last Time"是他們目前為止一一張正式發行的單曲，直到2006年尾他們才會發行第二張專輯"Crystal Ball"。
在2004年1月，Keane被英國廣播公司的年度音樂公投(BBC's annual Sound of Music poll)選為來年最有可能成功的樂團。
一個月後，即2004年2月，Keane第一張在新唱片公司發行的單曲"Somewhere Only We Know"，登上了英國單曲榜(UK Singles Chart)第三名。到了5月3日，重新發行單曲"Everybody's Changing"，換上的的封面和另一版本，這次打入了單曲榜的第四名。
Keane的處女專輯Hopes and Fears於2004年5月10日在英國發行，一天後展開Hopes and Fears巡迴演出。這張專輯登上英國專輯榜(UK Albums Chart)的第一名，也成為年度銷量第二高的專輯，只是在最後關頭不及專輯the Scissor Sisters。

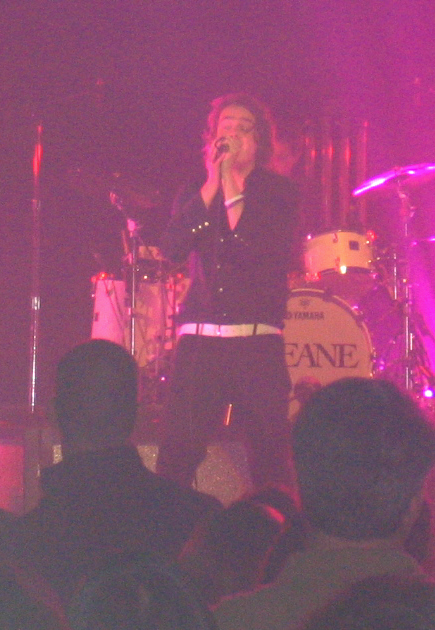
Tom Chaplin在現場的演出

這張專輯在全球賣出了約550萬隻。在英國，其專輯銷量一直停留在英國專輯榜頭75名達72週之久，而在第115週更重新上榜。
樂團在2005年2月的全英音樂獎(Brit Awards)獲得兩個獎項，分別是Hopes and Fears成為最佳英國團輯，和最有突破演出獎。這個獎由英國廣播公司電台第一台(BBC Radio 1)的聽眾投票選出。三個月後，Rice-Oxley獲得Ivor Novello獎選為年度最佳作曲人。
作為讓貧窮成為歷史(Make Poverty History)活動的成員，他們在7月2日於倫敦舉行的現場八方(Live 8)演唱會中演出。Keane也是戰火孤雛(War Child)的贊助人，在2005年9月，在他們灌錄的慈善專輯Help: a Day in the Life中，演繹了艾頓莊歌曲"Goodbye Yellow Brick Road"。先前，樂團也演繹了the Walker Brothers歌曲"The Sun Ain't Gonna Shine Anymore"，這次的錄音可以在戰火孤雛的網頁上下載。後來以7吋唱片的方式發行，作為Keane網站電郵名單上的歌迷禮物。

1985年時，Band Aid(現在稱為Band Aid 20)錄製了歌曲"Do They Know It's Christmas?"，在新版本中Rice-Oxley和Chaplin都有獻唱。
在這一年，樂團在美國的知名度開始提升，因為他們的巡迴演出，和在一連串U2樂團公開演出中當開場表演。他們也獲得格林美獎最佳新人的提名，和Sugarland、John Legend、Ciara和Fall Out Boy競逐，但最後敗給Legend。

### Under the Iron Sea專輯 (2006年-2007年)
2005年4月在Hopes and Fears巡迴演出中途，Keane開始錄製第二張專輯Under the Iron Sea。這張專輯由Hopes and Fears的製作出Andy Green製作，後來聘請了Mark "Spike" Stent作混音工作。這次錄音在東薩塞克斯郡Rye的Helioscentric Studios進行，而稍後時間則在紐約市的The Magic Shop Studios進行。樂團在2006年3月14日確認了這張專輯的標題，而且把手寫的筆記上載到官方網站上。
新專輯Under the Iron Sea的風格和上一隻不同，名稱來自專輯第八首歌，而第三隻單曲"Crystal Ball"，則是Rice-Oxley用來形容樂團未來。專輯採用童話風格，在CD+DVD版上尤其顯著。在這個版本上，每首歌都有一幅畫來形容。這個做法被形容為「不幸的童話風格出了錯」(sinister fairytale-world-gone-wrong)。
在專輯發行前，先發表了只可下載的音樂錄影帶"Atlantic"，和單曲"Is It Any Wonder?"，都在2006年5月29日發行。單曲登上了英國單曲榜第三位。而專輯就在2006年6月12日在全球發行，發行首兩星期都在英國專輯榜第一位。而在10月3日，已經賣出了超過1,600,000隻。專輯獲得了很多讚賞，媒體形容為「黑暗和沉重」(dark and heavy)。 而這張專輯也被形容為能吸引新和範圍較廣大的聽眾。
從這張專輯衍生出來的第三隻單曲叫"Crystal Ball"，是Chaplin最喜歡的歌，被視為「最留住人心和值得紀念的歌曲」。 這張單曲在2006年8月21日發行，在英國單曲榜排第二十名。
在2006年8月22日，Chaplin承認自己曾因酗酒和濫用藥物而到診所求診。這個宣佈，是由於他們取消了三場演出和延遲了他們九月美國的巡迴演出。而稍後，整個北美之行更取消了，來讓他繼續接受治療。 因此，計劃在十月和十一月舉行的英國和歐洲之旅都有可能延遲，視乎Chaplin的治療進度而定。而十月頭，Concert Live宣佈每次Keane在英國的現場演出，都會發行限量版CD(每次1,000張)，似乎顯示Keane 已決定會繼續巡迴演出。Chaplin在10月6日離開倫敦的Priory Clinic，但他仍繼續接受治療。他得到了很多人的支持，包括著名作曲人艾頓莊(艾爾頓強)。
而下一張從這張專輯衍生出來的單曲叫"Nothing In My Way"，於10月30日發行，而未經證實的是被歌迷視為最喜愛的歌曲，和Chaplin視為「有生以來寫過最佳的歌曲」 的歌曲"Bad Dream"，會是下一張衍生出來的單曲。
而Rice-Oxley遲些會和Gwen Stefani在她下一張專輯的歌曲上會有合作。
"Is It Any Wonder?"在遊戲瘋狂美式橄欖球07(Madden 2007)中出現，而"Nothing In My Way"則會在FIFA 2007中出現。

### Perfect Symmetry專輯 (2008年-2009年)
在2007年3月一段视频采访中，Chaplin和Hughes希望加入更加多的元素到第三张专辑，但同时，他们声称在第三张专辑里会淡化对吉他部分的使用。这张专辑的制作对他们来说就像是「生活乐趣的一部分」。
2008年7月31日，基音乐团的网站里会显示一个倒计时器至8月4日，这是为了正式发布专辑中的第一首单曲"Spiralling"。直到8月11日之前，这首单曲是通过免费下载的形式发行的。"Spiralling"中，除了保留其个人特色，Chaplin的声音还略带The Killers主唱Brandon Flowers的嗓音风格。相比于Hopes and Fears的钢琴摇滚，Under the Iron Sea合成器+钢琴的元素，这首歌更佳表现了一种流行樂（Pop）的气息。这也是基音乐团第二次在专辑中使用合成器，且尚属首次使用电吉他。
2008年8月25日，基音乐团在BBC Radio 6 Steve Lamacq的节目中首次表演了Perfect Symmetry中的3首歌曲，分别是"Spiralling"、"Better Than This"和"The Lovers Are Losing"。歌曲"Love Is The End"在很偶然的情况下被葡萄牙DJ在播放了"The Lovers Are Losing"之后播出了，这首歌与一贯基音乐团的钢琴风格基本相同。播出之后，基音乐团三人在官网上确认了这首歌将会被收录在新专辑里。
这张专辑Perfect Symmetry在2008年10月13日全球发行。其在同年10月19日的英国官方排行榜中排名第一，在Billboard 200中,它也达到了第七名。
在2008年12月，它被Q雜誌、Q电台与Qthemusic.com的读者、听众以及网友评选为年度最佳专辑；"Perfect Symmetry"也被评为最佳单曲。
同年11月，基音乐团开始他们的第三次世界巡回演出：Perfect Symmetry Tour。
2009年4月2日，基音乐团成为有史以来第一支现场直播演唱会时使用3D技术的乐队。同时，基音乐团选择了Abbey Road Studio作为他们演唱会的地点——这里也是Beatles在历史上第一次进行卫星现场直播用的录音棚。歌迷如果购买基音乐团的第七张单曲"Better Than This"，就送出一副手工制作的3D眼镜。这场演唱会也可以在基音乐团的官网收看。 
在The 50th Anniversary of Island Records这张专辑中，音乐团翻唱了Pulp的"Disco 2000"。这张专辑作为小岛唱片的50周年纪念正式发行。
2009年9月17日，在加拿大安大略省桑德贝市，基音乐团表演了一首全新的歌曲，名為"Sovereign Light Cafe"。后来此曲被收录至其正式专辑Strangeland中，作为第三支正式发行单曲。

## 反應和批評
因為他們的首張專輯以鋼琴為主要樂器，並以另類音樂為主，很多樂評家批評他們模仿酷玩樂團（Coldplay）。媒體支持Keane，並開始稱其為「新酷玩樂團」， 作為Keane成功的引證。其他樂隊例如Morning Runner現在也被拿來與Keane和酷玩樂團相比，因Morning Runner的作品也以鋼琴為主。 也有一些批評，尤其是來自《衛報》，則以小報故事攻擊他們的形象。

## 音樂風格和主題
Tim Rice-Oxley和Dominic Scott是早年樂團主要的寫作歌曲的人。 當Scott於2001年離開時，Rice-Oxley就成為主要的作曲人。 不過，Rice-Oxley的作品獲得其他樂隊的讚賞，所以他們從歌曲得來的版權費是會和其他人分享的。
Keane曾經模仿披頭四、U2樂團、綠洲樂團、R.E.M.、The Smiths、電台司令(Radiohead)、Queen、Pet Shop Boys和Paul Simon等樂團，所以深受他們的影響。 Keane被稱為「沒有吉他的樂團」，因為他們主要以鋼琴作為演奏樂器。他們使用延遲和扭曲的方法處理鋼琴聲，令鋼琴聲有很多變化，所以他們因此而創造出來的鋼琴聲，很多時都無法即時能辨認出來。 在洛杉磯接受訪問時，Rice-Oxley表示，他們傾向認為由鋼琴產生的音樂會很沉悶，而他們就是想以嘗試不同的方法。他指出和披頭四使用西塔琴(sitar)來演奏"Within You Without You"相比，使用鋼琴在樂團眼中是一種奇怪的樂器。  在早年，他們的歌曲都是很具詩意的情歌（尤其是"She Has No Time"和"On A Day Like Today"）。不過，其他包括關於Rice-Oxley和Chaplin之間關係的題材，在最近的作品中也有提及。 另一版本的"Maybe I Can Change"，由Chaplin創作，以歌詞道出自己的故事：「⋯⋯但有時不知怎麼的我要說我在獨自走自己的路。」（...but still somehow I have to say I'm on my way gone）也有作品以其他題材，例如"Is It Any Wonder?"和"A Bad Dream"都和戰爭有關。

## 現場和錄音室樂器
在 Keaneshaped （页面存档备份，存于） 可獲得更多資料
吉他手離開後，Rice-Oxley開始使用Yamaha CP-70鋼琴，一部高質素且適設設上適合巡迴演出的鋼琴，而Yamaha CP60現在則作為電子鋼琴使用，現在公開演出時，放在主鋼琴的上方。
主要的樂器包括：
- Yamaha CP70/CP70B/CP70M/CP60鋼琴
- Fender低音結他
- Yamaha鼓
- Hammond風琴
- Yamaha DX-7合成器

Rice-Oxley的PowerBook G4是用來在現場演出時重播先前錄音的低音吉他。電腦內的軟件包括一個電子拍節機，聲音通過藍芽傳送至三位成員身上的Sennheiser耳機，協助準確的回播。這軟件也控制額外的合成器，用來播放現場演出中無法製成效果。在2004年10月，當"Hamburg Song"和"Nothing In My Way"出台， Chaplin使用了Hammond MK2風琴，這是2001年以來首次沒有主要樂器演出。之後，他開始使用變了聲的CP60演奏"The Frog Prince"和"Crystal Ball"等歌曲。

## 成員
- Tim Rice-Oxley - 鋼琴手、低音吉他手、鍵盤手、和音（1995年至1997年期間任主音）
- Tom Chaplin - 主音、現場鍵盤手、風琴手（2003年前為古典吉他手，也在2006年當過一次）
- Richard Hughes - 鼓手、 現場和音
- Jesse Quin -

### 前成員
- Dominic Scott - 電吉他手、鍵盤手、 主音（1995年至1997年期間）、 和音（1997年至2001年期間）

## 唱片分類
在不同地方，Keane的專輯會發行不同版本。歌曲"On A Day Like Today"在Hopes and Fears國際版中並未收錄，但在英國版和日本版則有，而歌曲"Allemande"則以額外歌曲的形式出現。Under the Iron Sea中沒有歌曲未被收錄，但歌曲"The Iron Sea"在國際版以隱藏歌曲的方式出現，另一版本的"Let It Slide"則在日本版以額外歌曲的形式出現。不過，很多單曲並未全球發行，例如"Somewhere Only We Know"只在歐洲發行，而"Is It Any Wonder?"則於全球發行。另一方面， "Bend and Break"只在英國以外的歐洲地區發行。2008推出專輯Perfect Symmetry。

## 巡迴演出
- Hopes and Fears巡迴演出 (2004年-2005年)
- Under the Iron Sea巡迴演出 (2006年至今)

## 獎項和提名

### 獎項
| 年份   | 獎項         | 種類           | 國家   |
| ------ | ------------ | -------------- | ------ |
| 2004年 | Q Awards     | 最佳專輯       | 英國   |
| 2004年 | Premios Onda | 最佳國際樂隊   | 西班牙 |
| 2004年 | Ivor Novello | 全年最佳作曲人 | 英國   |
| 2005年 | 全英音樂獎   | 最佳專輯       | 英國   |
| 2005年 | 全英音樂獎   | 最有突破演出   | 英國   |
| 2006年 | GQ Awards    | 年度最佳樂隊   | 英國   |

### 提名
| 年份   | 獎項               | 種類                   | 國家 |
| ------ | ------------------ | ---------------------- | ---- |
| 2004年 | Q Awards           | 最佳新演出             | 英國 |
| 2005年 | 全英音樂獎         | 最佳英國組合           | 英國 |
| 2005年 | 世界音樂獎         | 國際最佳銷量新組合     | 美國 |
| 2006年 | 格林美獎           | 最佳新人               | 美國 |
| 2006年 | TMF獎              | 最佳國際演出           | 荷蘭 |
| 2006年 | UK Festival Awards | 夏天最佳歌曲           | 英國 |
| 2006年 | MTV歐洲音樂獎      | 最佳組合(未有決定)     | 歐盟 |
| 2006年 | MTV歐洲音樂獎      | 最佳搖滾組合(未有決定) | 歐盟 |
| 2006年 | Q Awards           | 最佳專輯(未有決定)     | 歐盟 |

## 註解
1. ↑  .   [2006-08-19]. （原始内容存档于2016-03-04）.
2. 1 2 3 4 5  Strangers DVD
3. 1 2 3 4 5  .   [2006-09-26]. （原始内容存档于2006-10-13）.
4. ↑  .   [2006-09-16].[永久]
5. ↑  .   [2006-09-16]. （原始内容存档于2006-06-12）.
6. ↑  Chapman, Tegan. . greatreporter.com. January 13, 2005  [2006-10-25]. （原始内容存档于2010-06-13）.
7. ↑  .   [2006-08-19]. （原始内容存档于2008-05-09）.
8. ↑  .   [2006-09-10].[永久]
9. ↑  .   [2006-09-16]. （原始内容存档于2020-06-05）.
10. ↑  .   [2006-09-12]. （原始内容存档于2021-02-11）.
11. ↑  .   [2006-09-12]. （原始内容存档于2006-10-13）.
12. 1 2  .   [2006-08-04]. （原始内容存档于2011-09-28）.
13. ↑  .   [2006-09-19]. （原始内容存档于2006-10-13）.
14. ↑  .   [2006-08-19]. （原始内容存档于2006-08-21）.
15. ↑  .   [2006-08-04]. （原始内容存档于2012-02-04）.
16. ↑  .   [2006-09-10]. （原始内容存档于2009-02-18）.
17. ↑  .   [2006-08-02]. （原始内容存档于2011-05-15）.
18. ↑  .   [2006-08-04]. （原始内容存档于2020-05-13）.
19. ↑  .   [2006-01]. （原始内容存档于2006-01-26）.
20. ↑  .   [2006-10-17]. （原始内容存档于2012-12-21）.
21. 1 2  Revista Mixup July 2006, Mexico
22. ↑  .   [2006-09-26]. （原始内容存档于2016-03-05）.
23. ↑  .   [2006-09-08]. （原始内容存档于2007-10-07）.
24. ↑  V Festival, Weston Park Stafford, August 20 2006.
25. 1 2  .   [2006-09-26]. （原始内容存档于2006-09-12）.
26. ↑  Petridis, Alexis. . The Guardian. July 8, 2005  [2006-10-25]. （原始内容存档于2005-08-03）.
27. 1 2  .   [2006-08-04]. （原始内容存档于2012-03-27）.
28. ↑  .   [2006-08-19]. （原始内容存档于2014-02-02）.
29. ↑  .   [2006-09-26]. （原始内容存档于2006-06-15）.
30. ↑  .   [2006-10-05]. （原始内容存档于2012-03-27）.

## 外部連結

### 官方網站
- Keanemusic – 官方網站
- Keane （页面存档备份，存于） – Myspace上的頁面

### 主要歌迷網站
- Keaneshaped （页面存档备份，存于） – 英國歌迷網站
- Keane.at （页面存档备份，存于） – 奧地利歌迷網站
- Keane.fr （页面存档备份，存于） – 法文和英文的專訪
- Keanecn.com – 中國歌迷網站
- 基因樂團 （页面存档备份，存于） – 基因樂團歌詞翻譯